# Herz-Jesu-Kirche (Berlin-Tempelhof)
Die Herz-Jesu-Kirche im Berliner Ortsteil Tempelhof des im Jahr 2001 gebildeten Bezirks Tempelhof-Schöneberg ist eine kleine, freistehende, einschiffige Langhauskirche mit einem quadratischen Turm. Das Gotteshaus wurde 1898 eingeweiht und steht mittlerweile unter Denkmalschutz. Die Seitenkapelle wurde erst 1913 bis 1915 angebaut. Die hell verputzten Wandflächen des Mauerwerksbaus sind mit Lisenen und Friesen aus roten Ziegeln verziert.

## Geschichte
Das Dorf Tempelhof entwickelte sich seit der Reichsgründung, insbesondere nach Eröffnung der Ringbahn 1872, durch Industrieansiedlungen zu einem städtischen Bezirk. Der erste regelmäßige Gottesdienst für katholische Tempelhofer Bürger wurde seit 1890 in einer Sommerwohnung von Wilhelm Rudolphi abgehalten, ein Geistlicher und Abgeordneter der Deutschen Zentrumspartei im Reichstag. Der Zuzug zahlreicher Katholiken erforderte bald ein separates Gotteshaus. 1896 kaufte Rudolphi von der Staatsdomäne abseits des Tempelhofer Ortszentrums ein rund einen Morgen großes Grundstück in der Friedrich-Wilhelm-Straße, um für die von ihm gegründete katholische Gemeinde eine Kirche zu bauen. Dies konnte jedoch erst nach seinem Tod verwirklicht werden. Von den Baukosten über 39.716 Mark stammten 12.300 aus dem Vermögen, das der Verstorbene dem Kirchbaufonds hinterlassen hatte. Den Rest hatte der neue Seelsorger der Gemeinde mit großem Eifer gesammelt. Die 1898 errichtete Herz-Jesu-Kirche war aber nicht nur für Tempelhof gedacht, sondern auch für die katholischen Einwohner der Ortschaften Mariendorf, Marienfelde, Zossen, Selchow, Blankenfelde und Mahlow. 1899 wurde die Kuratie gegründet und 1904 zur Pfarrei erhoben.
Im Zweiten Weltkrieg blieb die Kirche zwar weitgehend unbeschädigt, fast alle Fenster wurden aber bei Luftangriffen zerstört. Auch im Sommer 1946 gingen die inzwischen erneuerten Fenster wieder zu Bruch, nachdem ein Luftschutzbunker, der dicht an der Kirche lag, gesprengt wurde.
Lange nach Kriegsende und dreißig Jahre nach der deutschen Wiedervereinigung war es der Kirchengemeindeleitung möglich, für den Innenraum etliche Details neu anfertigen zu lassen. Dazu gehören mehrere Wandkonsolen für kleine Statuen und ein ewiges Licht, die Metallfassung des Tabernakels und im Chorbogen ein Bord für eine Kreuzigungsgruppe. Die Wiedereröffnung und Altarweihe erfolgte am 20. Februar 2019.
Wegen abnehmender Zahl der Kirchgemeindeglieder wurden im beginnenden 21. Jahrhundert die beiden vorher selbstständigen Kirchengemeinden Herz Jesu und St. Judas Thaddäus zusammengeführt. Seit dem 1. Januar 2022 bilden die vier ehemaligen Pfarrgemeinden mit ihren Kirchen Herz-Jesu und St. Judas Thaddäus in Tempelhof, Maria Frieden in Mariendorf, Salvator in Lichtenrade und St. Theresia vom Kinde Jesu in Buckow eine Großpfarrei, die unter dem Patronat des heiligen Papstes Johannes XXIII. steht. Die Pfarrei heißt Katholische Kirchengemeinde Pfarrei Hl. Johannes XXIII. Tempelhof-Buckow. Leitender Pfarrer ist Arduino Marra.

## Baubeschreibung
Der komplette Kirchenbau ist nicht wie üblich geostet, sondern sein Chor befindet sich am südwestlichen Giebel und ist rund sechs Meter breit und 7,60 m lang.

### Kirchenschiff
Das Kirchenschiff hat ein Satteldach mit Schieferdeckung. Es befindet sich hinter dem zur Straße gerichteten Fassadenturm, dessen spitzes Pyramidendach ebenfalls mit Schiefer gedeckt ist.
Die Seitenwände des Kirchenschiffs sind mit Strebepfeilern gegliedert. Der innen tonnengewölbte Kirchenraum besteht aus vier Jochen, von denen eines von der Orgelempore eingenommen wird. Jeder Jochabschnitt enthält in einem flachen Stichkappenfeld zwei Bogenfenster mit darüber liegender Fensterrose. Die Strebepfeiler setzen sich in der Tonnenwölbung als Gurtbögen fort. Der eingezogene, innen halbrund abgeschlossene und außen polygonal ummantelte Chor ist durch einen Triumphbogen vom Kirchenschiff getrennt. Er wird ebenfalls von einer Tonne überdeckt. Die Figuren von Maria und Johannes, die sich früher auf einem Bogen im Triumphbogen befanden, jetzt im Vorraum der Kirche untergebracht.
Mit dem Bau des niedrigen Seitenschiffes, nach Plänen von August Kaufhold und Carl Kühn, wurde 1913 begonnen, am 11. September 1915 wurde es seiner Bestimmung übergeben. Es verfügt über die Maße 16 m lang und 5,80 m breit. 1958 wurde zwar auch die Sakristei umgebaut, die Platzverhältnisse blieben aber schlecht. 1964 wurde schließlich ein Neubau errichtet, der auch unterkellert war. Die Wände der neuen Sakristei waren nicht mehr so hoch wie die der alten, dadurch konnten die Seitenfenster des Altarraums verlängert werden. Die Fenster hinter dem Altar wurden zugemauert und der alte Hochaltar aus Sandstein von 1903, der noch an der Wand der Apsis stand, wurde aufgrund Liturgiereform des 2. Vatikanischen Konzils abgetragen und durch einen Volksaltar ersetzt. Der Tabernakel wurde in einer Wandnische auf einer Marmorplatte unter dem Ewigen Licht aufgestellt. Ferner wurde die Kanzel entfernt. 1960 wurde der alte Seiteneingang der Kirche auf der Epistelseite zugemauert und neue Eingänge an beiden Seiten im Bereich des Joches unterhalb der Orgelempore geschaffen. Unter der Orgelempore wurde eine Nische gemauert, um auf der Evangelienseite einen Beichtstuhl aufzustellen. Das alte, wurmzerfressene Kirchengestühl wurde durch ein neues, schlichtes ersetzt.
Sämtliche Dächer und die Außenfassaden mussten 1989 repariert werden. Nach Abschluss der Dacharbeiten wurden im Innern der Kirche Malerarbeiten vorgenommen. Der Ambo wurde farblich dem Altar angeglichen. Bei mehreren Restaurierungen wurden die ursprünglich farbintensiven Wand- und Deckenmalereien im Innenraum beseitigt. Dadurch kamen die in der Kirche vorhandenen Kunstschätze besser zur Geltung. 1998 erfolgte eine farbliche Neugestaltung des Innenraums. 2003 wurden neue Glasfenster eingebaut, die Paul Corazolla entworfen hat.

### Turm
Der Turm ist im Nordosten des Kirchengebäudes angefügt. Das Portal, dessen Giebel mit Ornamenten aus Ziegeln verziert ist, führt zum Haupteingang im Turm. Über der Tür befindet sich ein Marienbildnis als Mosaik. Oberhalb des Eingangsportals steht in einer Wandnische des Turms eine Sandsteinskulptur des segnenden Jesus Christus. Als Bekrönung des Turms befinden sich über den paarigen Schallarkaden vier Dreiecksgiebel, drei haben große schwarze Zifferblätter mit goldenen Zahlen und Zeigern für die eingebaute Turmuhr. Darüber erhebt sich das spitze Pyramidendach. Der Turm wird im Westen von 3/8 eines oktogonalen Treppenturms flankiert, in dem eine Wendeltreppe zum Geschoss über der Vorhalle führt.
Im Jahr 1910 war die Kirche so baufällig, dass im Dachgebälk eine Konstruktion aus Eisen eingezogen werden musste. Der Kirchturm erhielt 1910 eine Turmuhr, deren Schläge die viertel, halbe und volle Stunde verkünden.
Der Turm der Kirche wurde nach dem Ende des Zweiten Weltkriegs, 1952 instand gesetzt, wobei das Eisenkreuz und der Wetterhahn überarbeitet wurden. Anschließend musste das Dach der Kirche repariert werden. 1975 wurden die Zifferblätter der Turmuhr überholt und der Kirchturm neu verputzt.

### Glocken
In der Glockenstube mit quadratischem Grundriss (3,60 m Seitenlängen, innen) befindet sich ein dreistimmiges Geläut aus drei Gussstahl-Glocken, die im Bochumer Verein im Jahr 1897 gegossen worden waren. Eine Inventarliste der Gießerei enthält folgende Angaben: das Ensemble aus Glocken mit Klöppel, Lager, Achsen und Läutehebel kostete in der Herstellung 3641 Mark.
| Größe    | Schlagton | Gewicht (kg) | unterer Durchmesser (mm) | Höhe (mm) | Inschrift                                                     |
| -------- | --------- | ------------ | ------------------------ | --------- | ------------------------------------------------------------- |
| größte   | es        | 1258         | 1430                     | 1275      | HERR, UNSER HERRSCHER / WIE HERRLICH IST DEIN NAME / PS. 8,10 |
| mittlere | ges       | 0844         | 1260                     | 1120      | ICH WILL DEM HERRN SINGEN / MEIN LEBEN LANG / PS. 104, 33     |
| kleinste | a         | 0458         | 1016                     | 0915      | LOBE DEN HERRN MEINE SEELE / PS. 103,1                        |

## Ausstattung

### Überblick
Bald nach der Errichtung der Kirche kamen das im 18. Jahrhundert vermutlich in Niederbayern hergestellte Kruzifix, zwei Skulpturen aus Holz (an der linken Seitenwand des Kirchenschiffs) und der Altarstein für den Hochaltar in die Kirche, ferner der Andreas-Schrein. Weitere mittelalterliche und barocke Kunstwerke erwarb der von 1904 bis 1915 amtierende Pfarrer aus der Altar-Sammlung des Frankfurter Dompfarrers Ernst Franz August Münzenberger.
Im Jahr 1911 wurden im Innern der Kirche auch Malerarbeiten ausgeführt und gleichzeitig die Seitenaltäre erneuert. In der Zeit von 1957 bis 1965 wurde das Innere der Kirche neu gestaltet. Der ursprüngliche Zustand der Altarschreine und Skulpturen wurde, so gut es ging, wiederhergestellt, indem alte Übermalungen entfernt wurden.

### Hochaltar

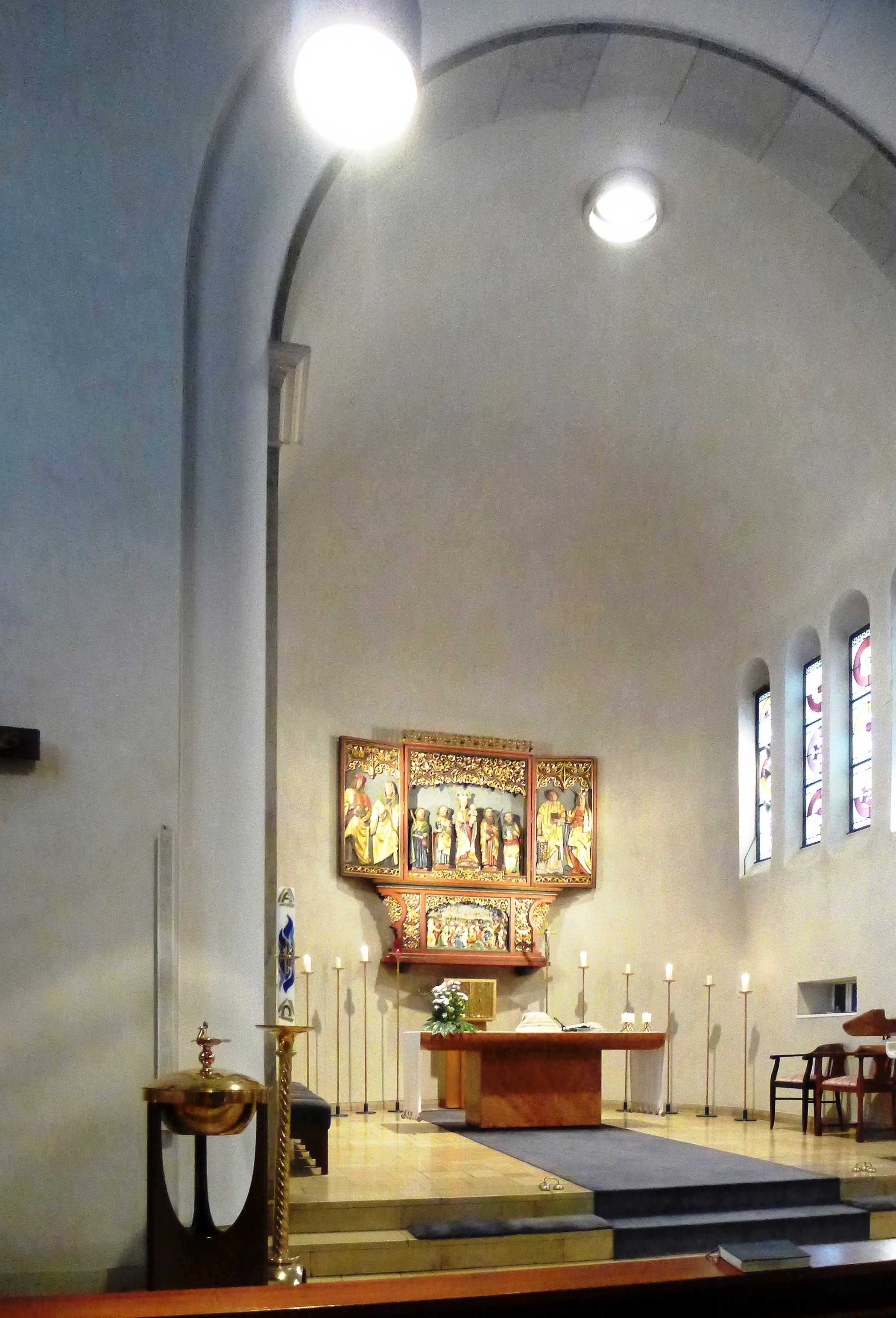
Chor mit Hochaltarschrein

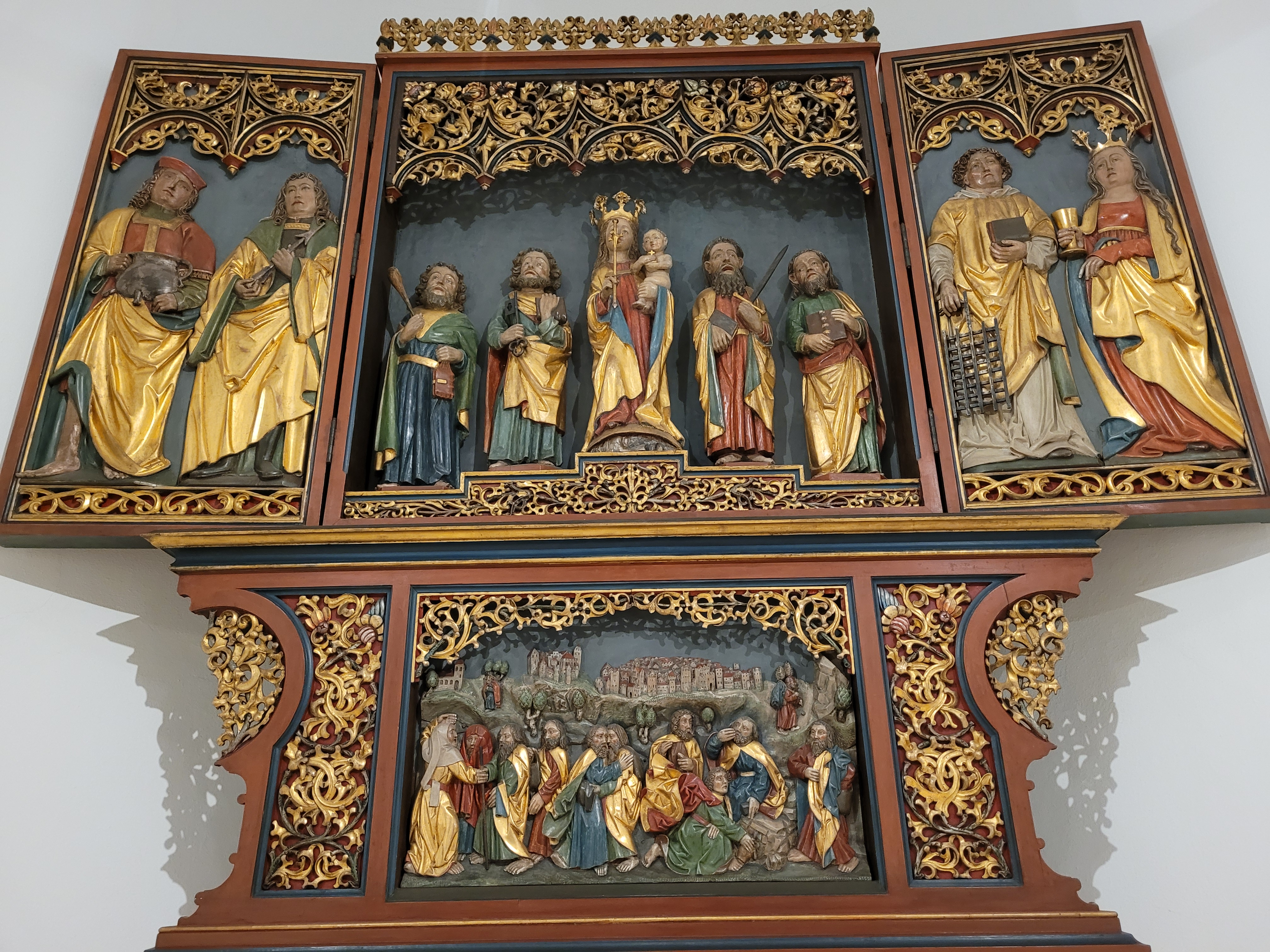
Hochaltar

Im Mittelteil des Hochaltarschreins, das sich in die Zeit um 1500 datieren lässt, befindet sich das Bildnis der Maria mit dem Jesuskind, links von ihr der heilige Apostel Jakobus und der heilige Petrus, rechts von ihr der heilige Paulus und der heilige Thomas. Die Seitenflügel wurden wahrscheinlich erst im 19. Jahrhundert hinzugefügt, die Figuren stammen aus um 1510. Auf dem linken Seitenflügel sind der heilige Vitus und der heilige Sebastian zu sehen, auf dem rechten der heilige Laurentius und die heilige Barbara. Die bemalten Rückseiten zeigen die heilige Katharina und Anna selbdritt. Die Predella unterhalb des Flügelschreins stellt vor dem Hintergrund von Jerusalem den Abschied der Apostel von Maria dar.

### Altarschrein mit Pietà

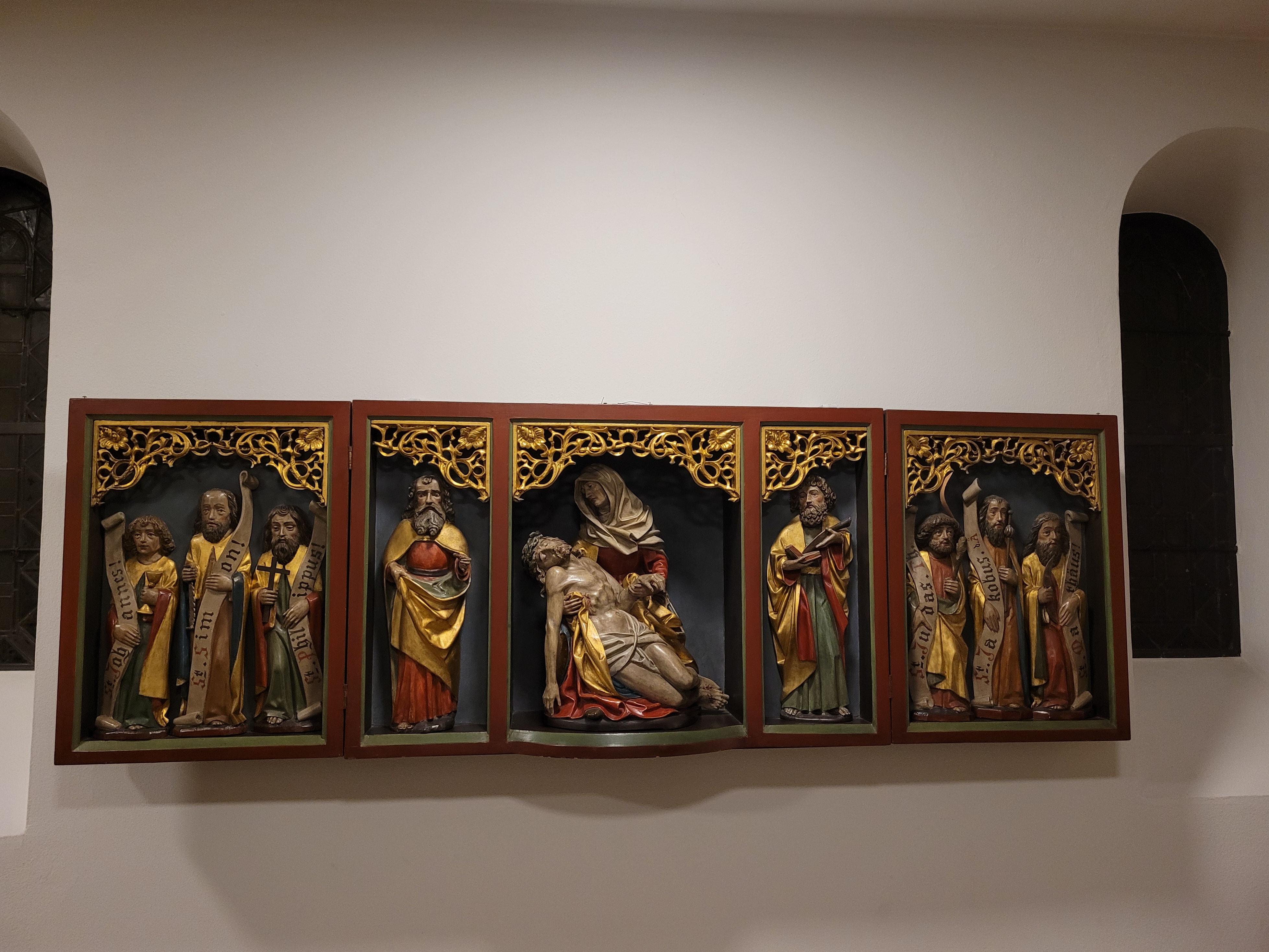
Pietà-Schrein

Der Schrein an der Seitenwand des Kirchenschiffs enthält Figurengruppen unterschiedlicher Herkunft. Die Pietà in der Mitte ordnen Historiker dem 19. Jahrhundert zu, sie wird von den Aposteln Andreas und Barnabas flankiert, die um 1500 entstanden sind. Im linken Seitenflügel sind der heilige Evangelist Johannes, der heilige Simon und der heilige Philippus zu sehen, im rechten der heilige Judas Thaddäus, der heilige Jakobus der Jüngere und der heilige Matthäus.

### Marienaltar

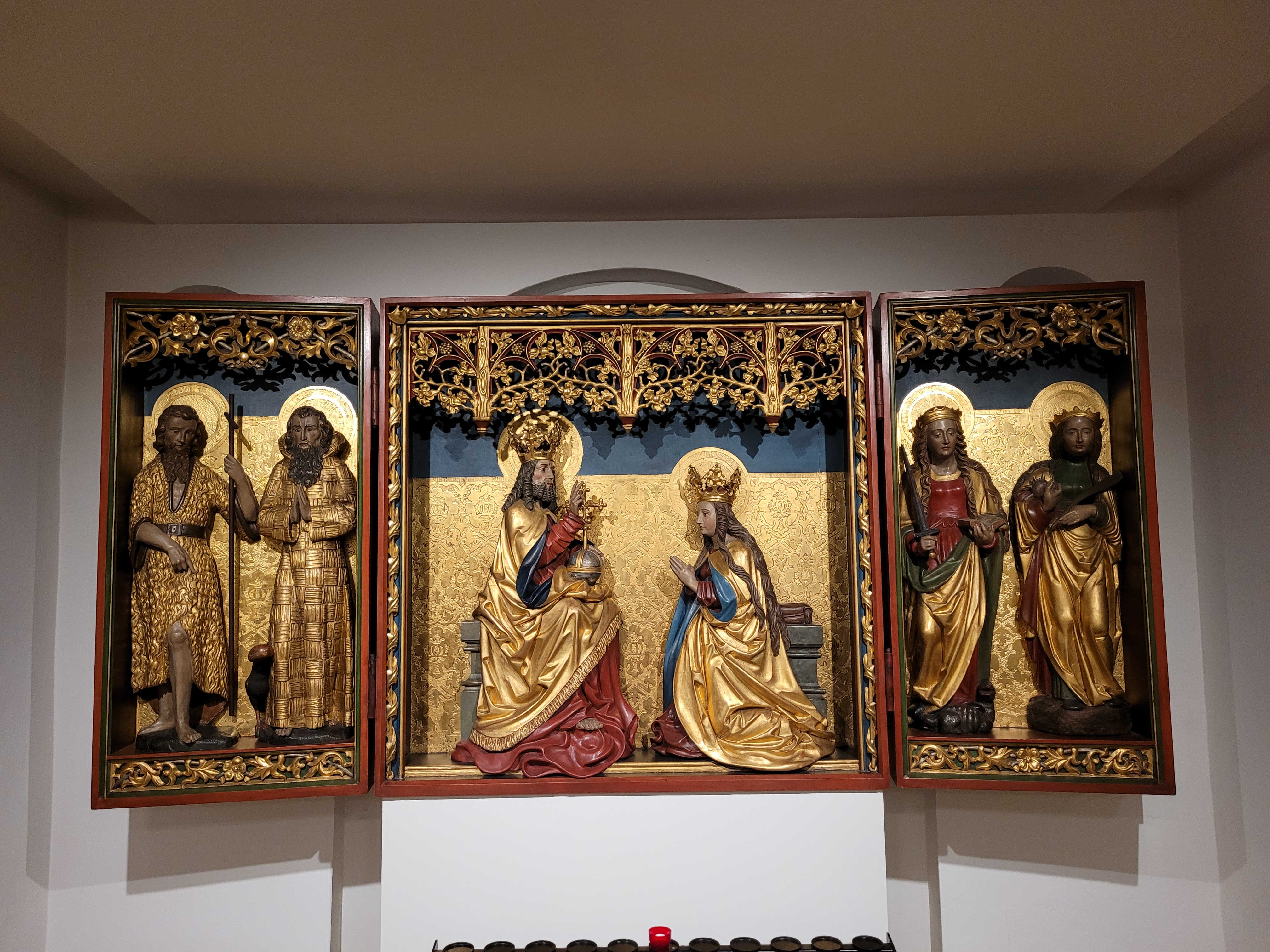
Marienaltar

Bei der 1975 durchgeführten Renovierung der Kirche wurde der Marienaltar, der sich ursprünglich im Kirchenschiff befand, an der Stirnwand der nördlichen Seitenkapelle aufgestellt. Die äußeren Tafeln des Altarretabels des Flügelaltars gelangten 1906 in die Herz-Jesu-Kirche. Wahrscheinlich stammen sie aus der 1822 abgebrochenen Stiftskirche St. Simon und Judas. Die beiden Goslarer Altarbilder sind Kopien der Außenseiten eines Altars von 1499, der sich im Städtischen Museum Göttingen befindet und der Werkstatt Hans von Geismars zugeschrieben wird. Nur das Gehäuse aus Eichenholz mit Temperamalereien auf der Rückseite der Altarflügel, links die Verkündigung des Engels an Maria und rechts die Geburt Christi, zählt zum ursprünglichen Bestand. Sie gehörten vermutlich zu einem Marienaltar, den eine wohlhabende Familie 1517 für die kleine Krypta unter dem Kapitelsaal stiftete. Die Marienkrönung im Mittelschrein wurde erst im 19. Jahrhundert ergänzt. Sie lehnt sich dem Schnitzaltar von Michael Pacher in der katholischen Pfarrkirche in Sankt Wolfgang im Salzkammergut an. Die Figuren von Johannes dem Täufer und Paulus dem Einsiedler auf dem linken, und die von Margareta und Dorothea auf dem rechten Seitenflügel stammen aus anderen spätgotischen Altären.

### Andreas-Altar

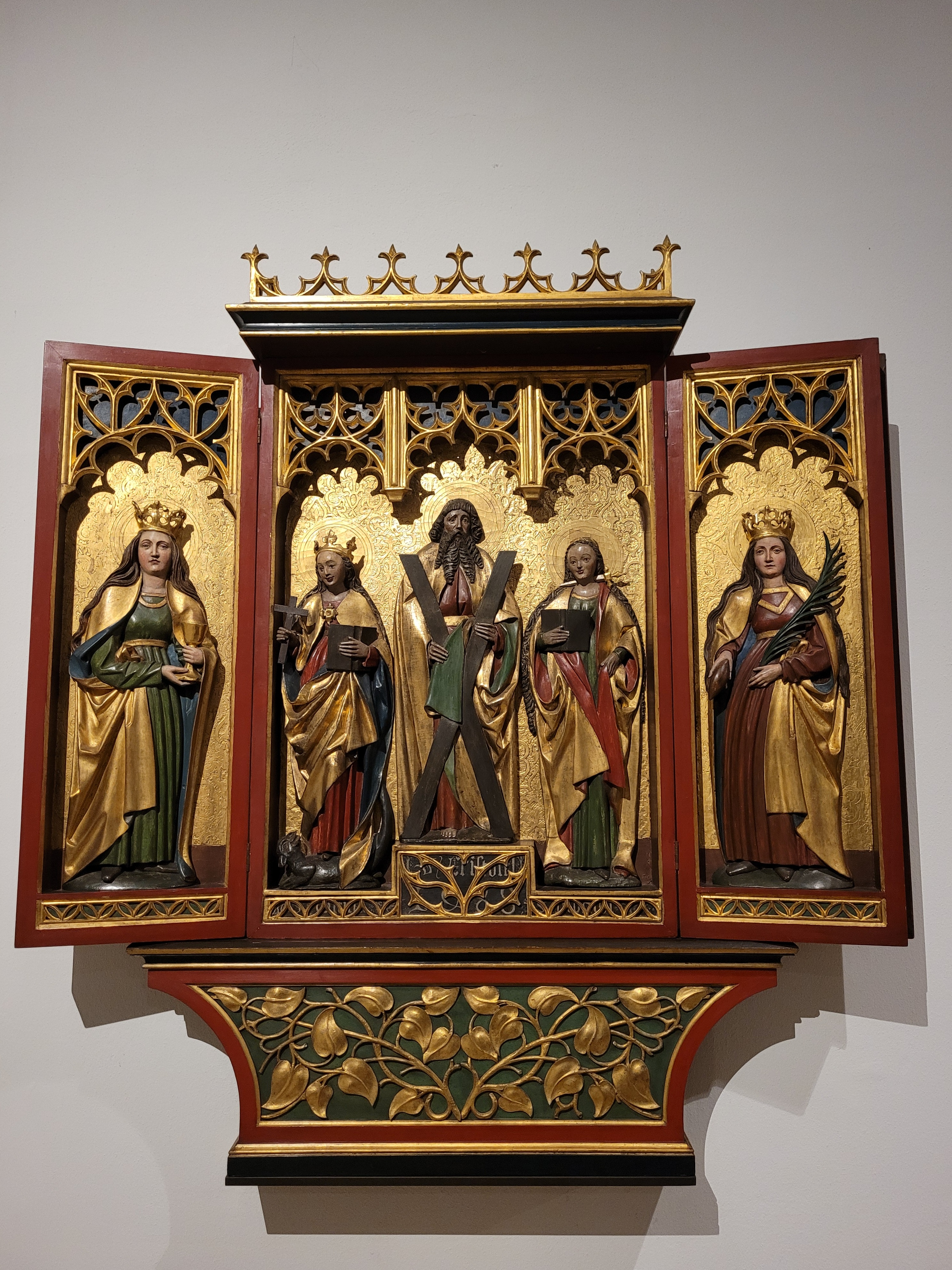
Andreas-Altar

Der Andreas-Flügelschrein, der sich ursprünglich in der Apsis befand, hängt heute an der Außenwand des Seitenschiffs. Im Mittelteil des geöffneten Schreins ist der heilige Apostel Andreas zu sehen, links neben ihm die heilige Margarete, rechts die heilige Lucia. Auf dem rechten Seitenflügel ist die heilige Agatha dargestellt, auf dem linken die heilige Barbara.

### Weitere Kunstwerke
- Kruzifix, links neben dem Chor hängend, um 1729 entstanden.
- Herz-Jesu-Statue, auf einer Konsole rechts neben der Tür zur Sakristei stehend.
- 14 Kreuzwegstationen, als Bilder auf der rechten Seite des Kirchenschiffs in Wandnischen eingelassen.
- Madonna in der Art der Schwarzen Madonna von Tschenstochau, um 1900 von polnischen Arbeitern gestiftet, die beim Bau des Teltowkanals beschäftigt waren, im hinteren Teil der Kirche an der Rückwand unter der Orgelempore, Das Jesuskind und die Mutter Gottes sind mit Kronen, funkelnden Glassteinen und synthetischen Edelsteinen versehen.

### Fenster und Gestühl
Die Kirchenfenster an den Längsseiten des Schiffes sind halbrund und mit dezenten farbigen Ornamenten verziert. Jeweils zwei benachbarte Fenster sind zu einer Gruppe zusammengefasst, über der mittig ein Okulus eingebaut wurde. Die Kirchenbänke sind in zwei Reihen aufgestellt, getrennt durch einen Mittelgang.

### Orgel

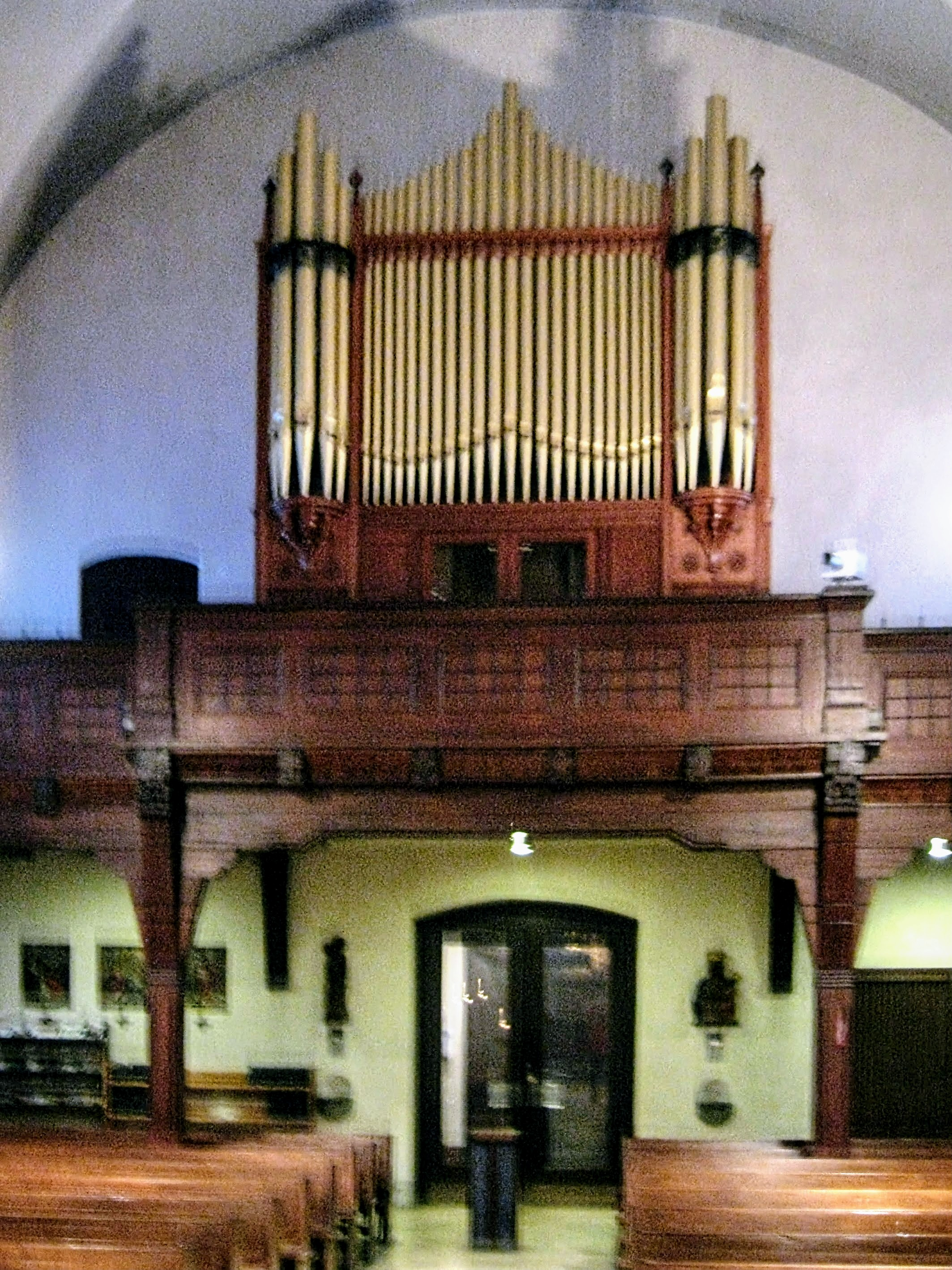
Conacher-Orgel

Als eine weitere Ausstattung erhielt die Kirche im Jahr 1907 eine pneumatische Orgel mit 22 Registern, die von den Gebrüdern Dinse gebaut wurde. Die Weihe der Orgel fand am 2. April 1907 statt. 1968 wurde die inzwischen elektrifizierte Orgel erneuert und am 5. Oktober 1969 eingeweiht. Weil die Traktur seit Ende des 20. Jahrhunderts erhebliche Schäden aufwies und eine Reparatur nicht mehr lohnend erschien, kaufte die Gemeinde 2004 bei der Firma Ladach in Wuppertal eine gebrauchte Orgel. Die 1911 von der Firma Conacher in Huddersfield/England gebaute Orgel, die bis etwa 2003 in England in einer methodistischen Kirche stand, wurde von der Orgelmanufaktur Jost Truthmann in Frankfurt (Oder) saniert, 2005 in die Kirche eingebaut und im August 2005 eingeweiht. Das Instrument besitzt 19 Register auf zwei Manualen und Pedal.

## Seelsorge
Informationen über das Gemeindeleben werden seit der Gemeindefusion in einem Pfarrbrief zusammengefasst. Dieser erhielt im Jahr 2021 den Namen Johannesbote. Zum 1. Januar 2022 wurde die Bildung der neuen katholischen Pfarrei mit dem Namen Hl. Johannes XXIII beschlossen. In diesem Zusammenhang wird die Herz-Jesu-Kirche zur Pfarrkirche, aus dem Pfarrbüro wird ein Pfarreibüro. Die organisatorische Gliederung der Gemeinde ist in einem Blockdiagramm übersichtlich dargestellt. In gleicher Form ist auch die Thematik Liturgie und Glaube zusammengetragen.
Geistliche (Auswahl)
- seit 2010: Arduino Marra (Pfarrer)
- seit 2004: Thomas Markgraff-Kosch (Diakon)[11]

An zwei Tagen pro Woche kann die Kirche unter Aufsicht eines Gemeindemitglieds betreten werden, sie gehört zu den offenen Kirchen.